# Nogajskij rajon (Daghestan)
Il Nogajskij rajon (in russo Ногайский район?) è un distretto municipale del Daghestan, situato nel Caucaso.